# Велоспорт на летних Олимпийских играх 2012 — командный спринт (мужчины)
Соревнования в командном спринте по велоспорту среди мужчин на летних Олимпийских играх 2012 прошли 2 августа. Приняло участие 10 команд.

## Призёры
| Золото                                                  | Серебро                                                  | Бронза                                                       |
| Великобритания · Филип Хиндс · Крис Хой · Джейсон Кенни | Франция · Грегори Боже · Микаэль Д’Альмейда · Кевин Сиро | Германия · Рене Эндерс · Максимилиан Леви · Роберт Фёрстеман |

## Соревнование

### Квалификация
| Место | Команда        | Спортсмены                                         | Результат |
| ----- | -------------- | -------------------------------------------------- | --------- |
| 1     | Великобритания | Филип Хиндс Крис Хой Джейсон Кенни                 | 43,065 OR |
| 2     | Франция        | Грегори Боже Микаэль Д'Алмейда Кевин Сиро          | 43,097    |
| 3     | Австралия      | Мэттью Глетцер Шейн Перкинс Скотт Сандерленд       | 43,377    |
| 4     | Россия         | Сергей Борисов Денис Дмитриев Сергей Кучеров       | 43,681 NR |
| 5     | Германия       | Рене Эндерс Максимилиан Леви Роберт Фёрстеман      | 43,710    |
| 6     | Китай          | Чэн Чансун Чжан Лэй Чжан Мяо                       | 43,751    |
| 7     | Новая Зеландия | Эдди Доукинс Итан Митчелл Симон ван Велтхувен      | 44,175    |
| 8     | Япония         | Сэйитиро Накагава Юдаи Нитта Кадзунари Ватанабэ    | 44,324    |
| 9     | Венесуэла}     | Эрсони Канелон Сесар Маркано Анхель Польгар        | 44,654 NR |
| 10    | Польша         | Мацей Белецкий Дамиан Зелиньский Камиль Кучиньский | 44,712    |

### Первый раунд
| Место | Команда        | Спортсмены                                      | Результат |
| ----- | -------------- | ----------------------------------------------- | --------- |
| 1     | Великобритания | Филип Хиндс Крис Хой Джейсон Кенни              | 42,747 WR |
| 2     | Франция        | Грегори Боже Микаэль Д'Алмейда Кевин Сиро       | 42,991 NR |
| 3     | Германия       | Рене Эндерс Максимилиан Леви Роберт Фёрстеман   | 43,178    |
| 4     | Австралия      | Мэттью Глетцер Шейн Перкинс Скотт Сандерленд    | 43,261 AR |
| 5     | Новая Зеландия | Эдди Доукинс Итан Митчелл Симон ван Велтхувен   | 43,495 NR |
| 6     | Китай          | Чэн Чансун Чжан Лэй Чжан Мяо                    | 43,505 AR |
| 7     | Россия         | Сергей Борисов Денис Дмитриев Сергей Кучеров    | 43,909    |
| 8     | Япония         | Сэйитиро Накагава Юдаи Нитта Кадзунари Ватанабэ | 43,964 NR |

### За 3-е место
| Место | Команда   | Спортсмены                                    | Результат |
| ----- | --------- | --------------------------------------------- | --------- |
| 3     | Германия  | Рене Эндерс Максимилиан Леви Роберт Фёрстеман | 43,209    |
| 4     | Австралия | Мэттью Глетцер Шейн Перкинс Скотт Сандерленд  | 43,355    |

### Финал
| Место | Команда        | Спортсмены                                | Результат |
| ----- | -------------- | ----------------------------------------- | --------- |
| 1     | Великобритания | Филип Хиндс Крис Хой Джейсон Кенни        | 42,600 WR |
| 2     | Франция        | Грегори Боже Микаэль Д'Алмейда Кевин Сиро | 43,013    |